# Жили-були старий зі старою
«Жили-були старий зі старою» — радянський художній чорно-білий фільм режисера Григорія Чухрая, знятий в 1964 році на кіностудії «Мосфільм».

## Сюжет
Під кінець життя старим Гусаковим випали нові випробування: втративши притулок через пожежу, вони вирушили в Заполяр'я до дочки Ніни, життя якої ніяк не складається…

## У ролях
- Іван Марін —  Григорій Іванович Гусаков, старий
- Віра Кузнєцова —  Наталія Максимівна Гусакова, стара
- Георгій Мартинюк —  Валентин, зять Гусакова
- Людмила Максакова —  Ніна, дочка Гусакова
- Галина Польських —  Галя, сусідка Валентина
- Анатолій Яббаров —  Володя, сектант
- Віктор Колпаков —  фельдшер
- Микола Крючков —  Анатолій, директор радгоспу
- Гіулі Чохонелідзе —  інженер
- Микола Сергєєв —  Микола, бухгалтер
- Олена Державіна —  Ірочка
- Микола Бармін —  житель селища
- Геннадій Крашенинников —  односельчанин на пожежі
- Віктор Маркін —  товариш з Управління
- Олена Вольська —  листоноша
- Ольга Амаліна — епізод
- Юрій Волков — епізод
- Мікаела Дроздовська — епізод
- Агнеса Петерсон — епізод
- Анатолій Федорінов — епізод
- Микола Хлібко — епізод
- Алла Будницька —  попутниця
- Павло Винник —  незадоволений попутник
- Олексій Чернов —  епізод

## Знімальна група
- Автори сценарію:  Юлій Дунський,  Валерій Фрід
- Режисер:  Григорій Чухрай
- Оператор:  Сергій Полуянов
- Композитор:  Олександра Пахмутова
- Художник:  Борис Немечек
- Художник по костюму:  Валентин Перельотов